# Xysmalobium congoense
Xysmalobium congoense är en oleanderväxtart som beskrevs av Spencer Le Marchant Moore. Xysmalobium congoense ingår i släktet Xysmalobium och familjen oleanderväxter. Inga underarter finns listade i Catalogue of Life.